# Lampeter (Pensilvania)
Lampeter es un lugar designado por el censo ubicado en el condado de Lancaster en el estado estadounidense de Pensilvania. En el Censo de 2010 tenía una población de 1669 habitantes y una densidad poblacional de 606,47 personas por km².

## Geografía
Lampeter se encuentra ubicado en las coordenadas 39°59′37″N 76°14′43″O / 39.99361, -76.24528. Según la Oficina del Censo de los Estados Unidos, Lampeter tiene una superficie total de 4.43 km², de la cual 4.43 km² corresponden a tierra firme y (0%) 0 km² es agua.

## Demografía
Según el censo de 2010, había 1669 personas residiendo en Lampeter. La densidad de población era de 606,47 hab./km². De los 1669 habitantes, Lampeter estaba compuesto por el 92.93% blancos, el 1.5% eran afroamericanos, el 0.06% eran amerindios, el 1.44% eran asiáticos, el 0% eran isleños del Pacífico, el 1.92% eran de otras razas y el 2.16% pertenecían a dos o más razas. Del total de la población el 5.93% eran hispanos o latinos de cualquier raza.